# Горнореченские городища
44°15′49″ с. ш. 135°06′52″ в. д.
Горнореченские городища — мысовые городища бохайской культуры, находятся: два непосредственно в посёлке Горнореченский и одно в 3 км от него, в Кавалеровском районе Приморского края РФ. Обнаружены в 1968 году дальневосточной археологической экспедицией.

## Описание

### Горнореченское-1
Двухслойное средневековое укрепление с дугообразным валом расположено на 20-метровом скалистом мысу в центральной части посёлка Горнореченский. В плане имеет полукруглую форму площадью 0,25 га. С напольной стороны защищено каменно-земляным безбашенным дугообразным валом высотой 1,5 м и шириной в основании 3 м, и рвом глубиной 1 м, шириной 1,5—2 м. Вал и ров окружают городище с трёх сторон; с восточной стороны имеется естественная защита — почти вертикальный скалистый обрыв. В западной части вала имеет двухметровый разрыв для ворот. Юго-западный участок вала укреплён кладкой из скальных камней. Площадка внутри относительно ровная, нетеррасирована. Внутренний город и жилые комплексы визуально не просматриваются. Стратиграфия обрывистой стороны городища показала характерные признаки мезолитических комплексов в бассейне реки Зеркальной. Артефакты в средневековом слое не обнаружены. Назначение поселения — жилое оборонительное укрепление.

### Горнореченское-2
Расположено в 3 км восточнее Горнореченска, на левом берегу реки Высокогорской на мысовидной оконечности сопки. С южной стороны городище защищено естественным скальным укреплением, с северной — тремя рядами безбашенных полукруглых валов, построенных из камней и галечника. Валы высотой до 3 м, имеют двухметровые разрывы для ворот. Длина валов: внутреннего — 220 м, среднего — 230 м, внешнего — 270 м. Площадка внутри ровная, нетеррасирована, без внутреннего города, но имеются жилищные западины. Площадь укрепления 0,4 га. Артефакты представлены керамикой бохайской культуры. Назначение поселения — жилое оборонительное укрепление.

### Горнореченское-3
Двухслойное городище с замкнутым каменным безбашенным валом и рвом располагается на высоком уплощённом обрывистом мысу в восточной части Горнореченска. Вал сильно оплывший высотой до 0,5 м, шириной 3—3,5 м, разрыва для ворот не имеет. Площадка нетеррасированная, без внутреннего города, в плане имеет форму неправильного разностороннего многоугольника площадью 2,02 га. Нижний слой городища относится к мезолиту, верхний — почвенно-растительный — к средневековью, ко времени постройки укрепления. Археологический материал в верхнем слое не обнаружен, откуда следует, что городище не успели обжить. Назначение — жилое оборонительно-сторожевое укрепление.